# Machakos
Machakos ist eine Stadt in Kenia, 64 Kilometer südöstlich von Nairobi. Es ist die Hauptstadt des Machakos Countys in Kenia und römisch-katholischer Bischofssitz. Machakos ist sowohl ein landwirtschaftliches Zentrum als auch eine Satellitenstadt wegen der Nähe zu Nairobi. Die Bevölkerungszahl ist rapide gestiegen und hatte 1999 einen Stand von 144.109. Die Einwohner in der Stadt gehören zum Großteil dem Volk der Kambas an. Machakos ist umgeben von einer Hügellandschaft mit einer hohen Anzahl von Familienfarmen. Machakos wurde im Jahr 1889 gegründet, zehn Jahre vor Nairobi.
Machakos war das erste Verwaltungszentrum der Britischen Kolonie, aber Hauptstadt Kenias wurde 1899 Nairobi, als Machakos von der Uganda-Bahn passiert wurde, die sich zu jener Zeit im Aufbau befand. Die Stadt und das County wurden nach Masaku, einem Kamba-Häuptling, benannt.
Hauptorte sind der Sport-Verein Machakos auf einem großen Gelände einschließlich eines 9-Loch-Golfplatzes.
Bedeutende Schulen sind die Machakos Primary School und Machakos Boys School. Eine andere bekannte Schule ist die Mumbuni High School. Am 26. März 2001 kamen durch Brandstiftung in einem Internat in der Stadt 67 Schüler ums Leben. Die Schüler wurden im Schlaf vom Feuer überrascht, sodass viele nicht mehr fliehen konnten.
Ein Ort an einem der umgebenden Hügel ist berühmt für „Wasser, das gegen die Schwerkraft fließt“. Er liegt auf dem Kituluni Hill, 12 km östlich von Machakos.

## Wissenswertes
- Der Sudan hielt Friedensgespräche in Machakos ab, niedergeschrieben im Machakos Protocol am 20. Juli 2002.
- Es gibt einen Busbahnhof in Nairobi, der als Machakos Airport bekannt ist. Es ist ein belebter Platz, von dem aus Busse und Matatus nach Machakos und Kitui abfahren.

## Söhne und Töchter der Stadt
- Michael Musyoki (* 1956), Langstreckenläufer
- Cosmas Ndeti (* 1971), Langstreckenläufer
- John Mbinda (* 1973), römisch-katholischer Ordensgeistlicher, Bischof von Lodwar
- Joseph Mutua (* 1978), Mittelstreckenläufer
- Caleb Mwangangi Ndiku (* 1992), Mittel- und Langstreckenläufer
- William Mutunga (* 1993), Hürdenläufer
- Alice Ngii (* 1993), Fußballnationalspielerin
- Gladys Musyoki (* 1994), Leichtathletin
- Brian Musau (* 2006), Langstreckenläufer